# Vadico
Oswaldo Gogliano, mais conhecido como Vadico (São Paulo, 24 de junho de 1910 -  Rio de Janeiro, 11 de junho de 1962), foi um compositor e pianista brasileiro. Embora não tão reverenciado, Vadico foi um dos parceiros mais constantes do sambista carioca Noel Rosa. Morou por 15 anos nos Estados Unidos, onde conseguiu cidadania e estudou com o maestro Mario Castelnuovo-Tedesco.

## Biografia
Começou a estudar música aos 16 anos e dois anos depois tocava piano profissionalmente, época em que venceu um concurso com "Isso Mesmo É que Eu Quero". Em 1929, "Arranjei Outra" foi gravada por Francisco Alves e "Deixei de Ser Otário" foi incluída na trilha sonora do filme "Acabaram-se os Otários".
Vadico conheceu Noel Rosa em 1932, por intermédio de Eduardo Souto, nos estúdios da gravadora Odeon, que de imediato pôs letra em "Feitio de Oração", seguida de parcerias notáveis como "Feitiço da Vila", "Pra que Mentir", "Conversa de Botequim", "Cem Mil Réis", "Provei", "Tarzã, o Filho do Alfaiate", "Mais um Samba Popular", "Quantos Beijos" e "Só Pode Ser Você". Com Marino Pinto, Vadico compôs sucessos como "Prece" e "Súplica". Também fez parceria com Vinicius de Moraes em "Sempre a Esperar".
Em 1939, foi para os Estados Unidos apresentar-se com a orquestra de Romeu Silva na Exposição Internacional de Mundial de Nova Iorque. No ano seguinte, retornou e radicou-se no Estado norte-americano da Califórnia, onde viveu durante oito anos. Lá, gravou músicas do filme "Uma Noite no Rio", com Carmen Miranda, e a partir de então, tornou-se pianista da cantora luso-brasileira e do Bando da Lua.
A pedido da Universal Pictures, compôs "Ioiô" - que acabou virando tema de outro filme. A convite de Walt Disney, musicou em 1943 o desenho animado "Saludos, Amigos", que apresentava o papagaio Zé Carioca como símbolo do Brasil.
Em 1949, rodou a Europa e as Américas dirigindo a orquestra da Companhia de Bailados de Katherine Dunham. Voltou ao Brasil em 1956, quando começou a trabalhar como diretor musical da TV Rio. Recusando um convite para ser parceiro musical da peça de Vinícius de Moraes, Orfeu da Conceição, Vadico acabou abrindo oportunidade para a famosa parceria do poeta com um músico então desconhecido, Antônio Carlos Jobim, iniciando uma das mais brilhantes e produtivas parcerias da MPB, Em 1962, enquanto preparava-se para um ensaio com uma orquestra no Estúdio da Columbia, sofreu uma ataque cardíaco e morreu.
Na verdade, Vadico nasceu em São Paulo, e viveu no Brás com os pais até aproximadamente os 20 anos, quando abandonou o ofício para cantar em festivais. Foi mais um autêntico sambista paulista e brasileiro. Vide dicionário Cravo Albin de música brasileira.

## Discografia
- 1955 - Conversa de botequim/Duvidoso
- 1955 - Tarzan o filho do alfaiate/Não sobra um pedaço
- 1956 - Dançando com Vadico
- 1980 - Vadico. Evocação III (póstumo)